# 大平山圭四郎
大平山 圭四郎（おおひらやま けいしろう、1910年12月23日 - 1981年5月18日）は、昭和時代の大相撲力士。春日野部屋所属。本名は斎藤 四郎。最高位は十両4枚目。

## 経歴
栃木県宇都宮市出身。上京し鐘淵紡績に就職、会社では運動部員として活躍し、相撲では東京府代表として明治神宮の大会に出場した。春日野部屋に入門し、1934年1月働いていた会社にちなみ「鐘ヶ渕」の四股名で初土俵を踏んだ。順調に番付を上げ、1941年1月に十両に昇進したが3勝12敗と負け越し、幕下に落ちた。幕下で十両復帰を目指したが、この間四股名を「大平山」と改めた。1943年1月に十両に復帰した。十両では勝ち越しと負け越しを繰り返し、9勝が最高成績だった。1946年11月を場所を最後に十両から落ち、その後は再び土俵に上がることなく、1947年11月限りで37歳で引退、年寄山科を襲名し、1975年に停年退職した。停年後、山科は三重ノ海が1980年に引退に際し、襲名したが、間もなく武蔵川に変更された。1981年に死去した。

## 改名
鐘ヶ渕→大平山